# Una de dos (película)
Una de dos es una película mexicana de 2002, producida por Adriana Aimo, dirigida por Marcel Sisniega sobre un guion suyo y de Daniel Sada. 
Protagonizada por Tiaré Scanda, Erika de la Llave, Antonio Peñañuri, Tara Parra, Carlos Cobos, entre otros.

## Sinopsis
La película trata de dos hermanas gemelas, Constitución (Tiaré Scanda) y Gloria (Erika de la Llave), que reciben una invitación a una fiesta y allí conocen a un vaquero llamado Óscar (Antonio Peñañuri). Constitución se enamora de él y por eso Oscar va a visitarla todos los domingos, lo que altera la relación entre ambas hermanas. 

## Reparto
- Tiaré Scanda - Constitución Gamal
- Erika de la Llave - Gloria Gamal
- Antonio Peñañuri - Óscar
- Tara Parra - Doña Ofelia
- Norma Angélica - Tía Chayo
- Carlos Cobos - Sr. Godoy
- Lucero Trejo - Sra. Godoy
- Andrés Pardave - Ganadero
- Catalina Jose - Lucía
- Joaquín Cosío - Tío Luis
- Patricia Marrero - Sra. Gamal
- Altair García-Dueñas - Constitución (Niña)
- Fernanda García-Dueñas - Gloria (Niña)
- Joaquín López - Encargado del Panteón
- Axel - Niño Cartero
- Tonatiú Ávila - Chema Gemelo
- Tonalli Ávila - Chente Gemelo

- Datos: Q16644172